# قناة يوميأوري
قناة يوميوري (باليابانية:  読売テレビ) أو إختصاراً YTV هي محطة التلفزيون في تقع في منطقة بيزنس بارك في مدينة أوساكا اليابان، الذي يخدم في منطقة كانساي ، وتابعة لشبكة أخبار نيبون (NNN) وتلفزيون اليابان نظام شبكة (NNS). تأسست باسم جديد هو شركة أوساكا التلفزيونية (هيئة الإذاعة التلفزيونية في أوساكا) في يوم 13 شباط 1958، وسميت شركة بث يوميوري في 1 آب، بدأت محطة الإذاعة في 28 آب كأول محطة تلفزيون على أن تكون تابعة لهيئة شبكة تلفزيون اليابان.

## معرض صور

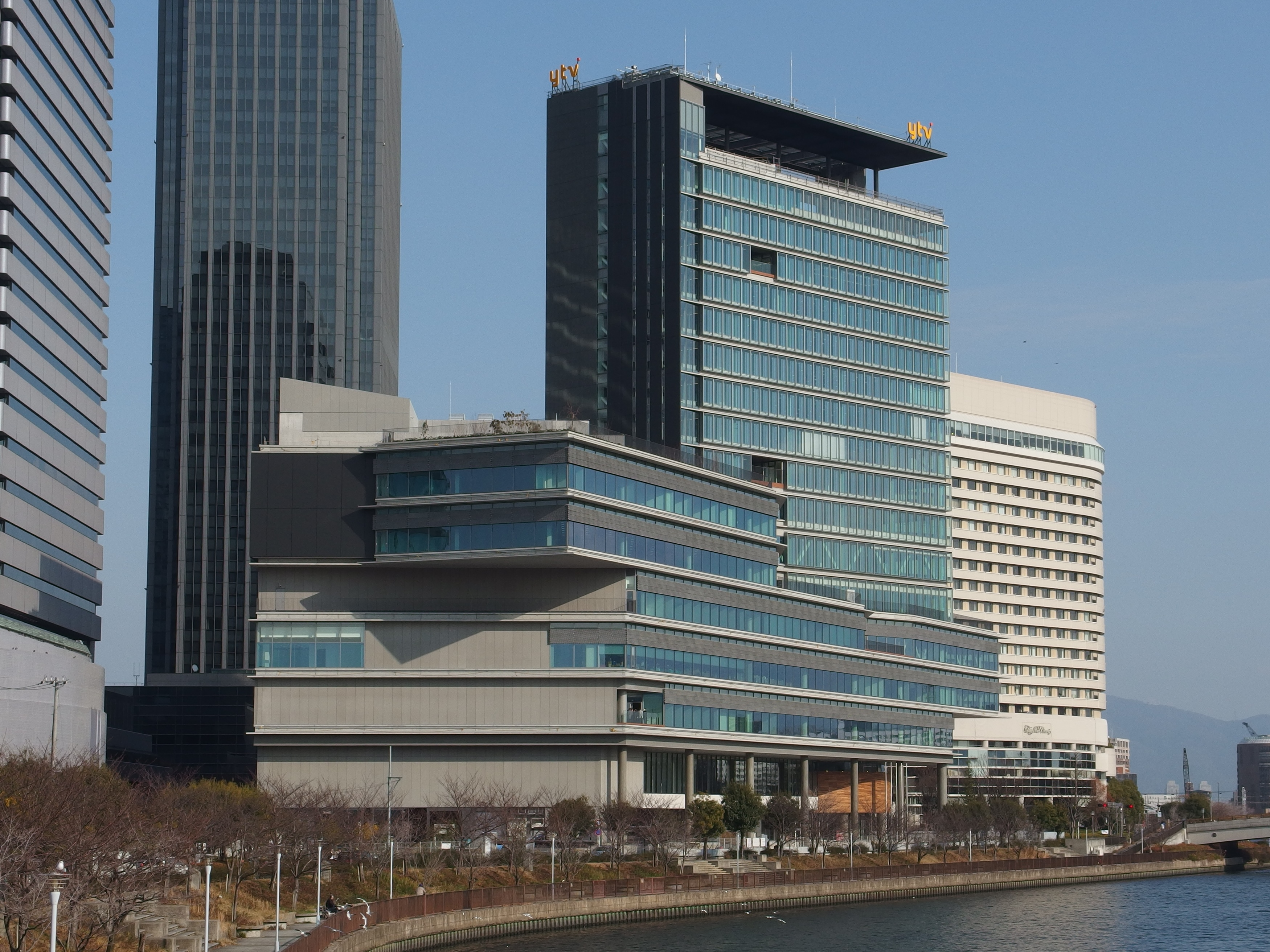
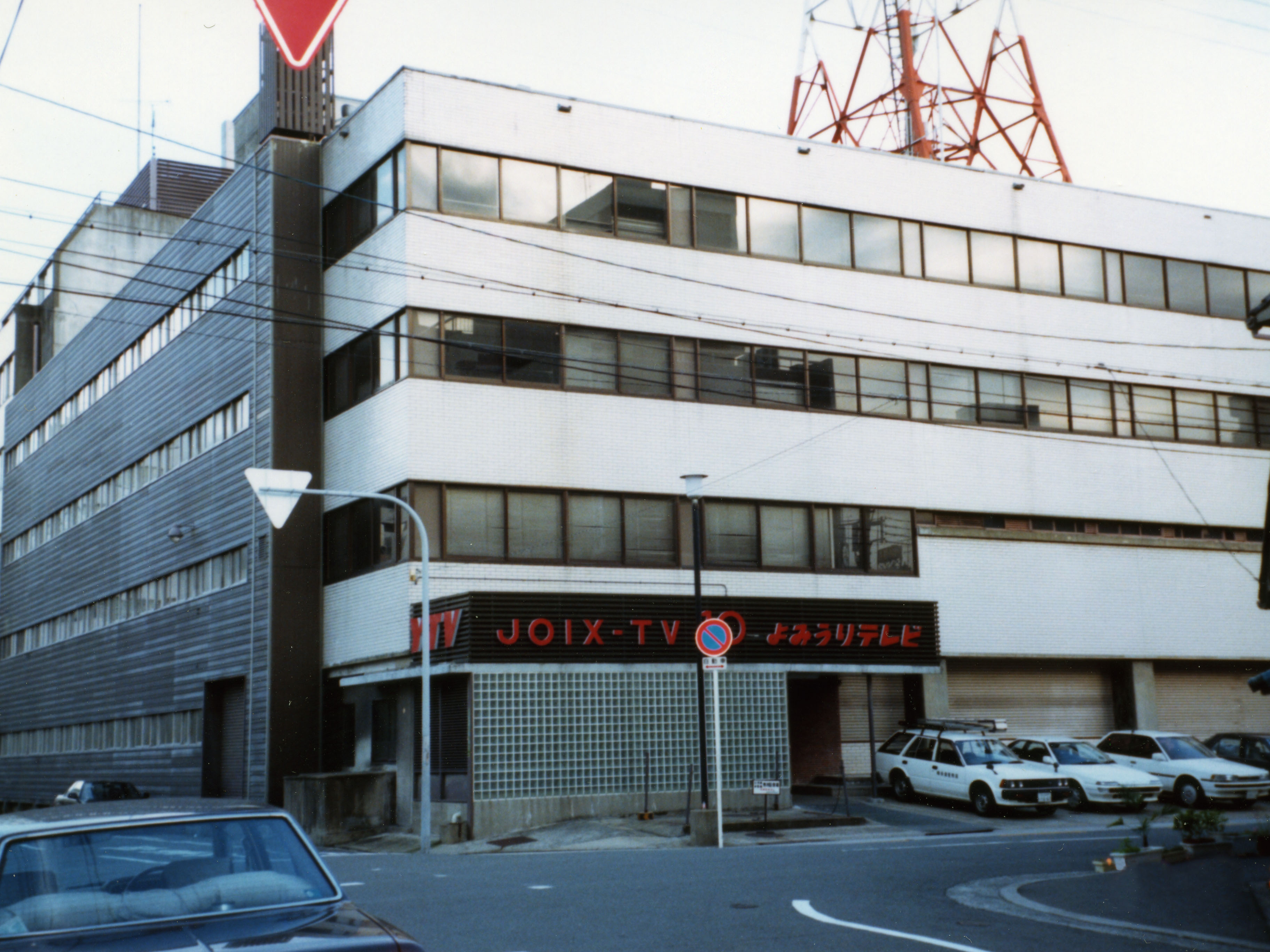
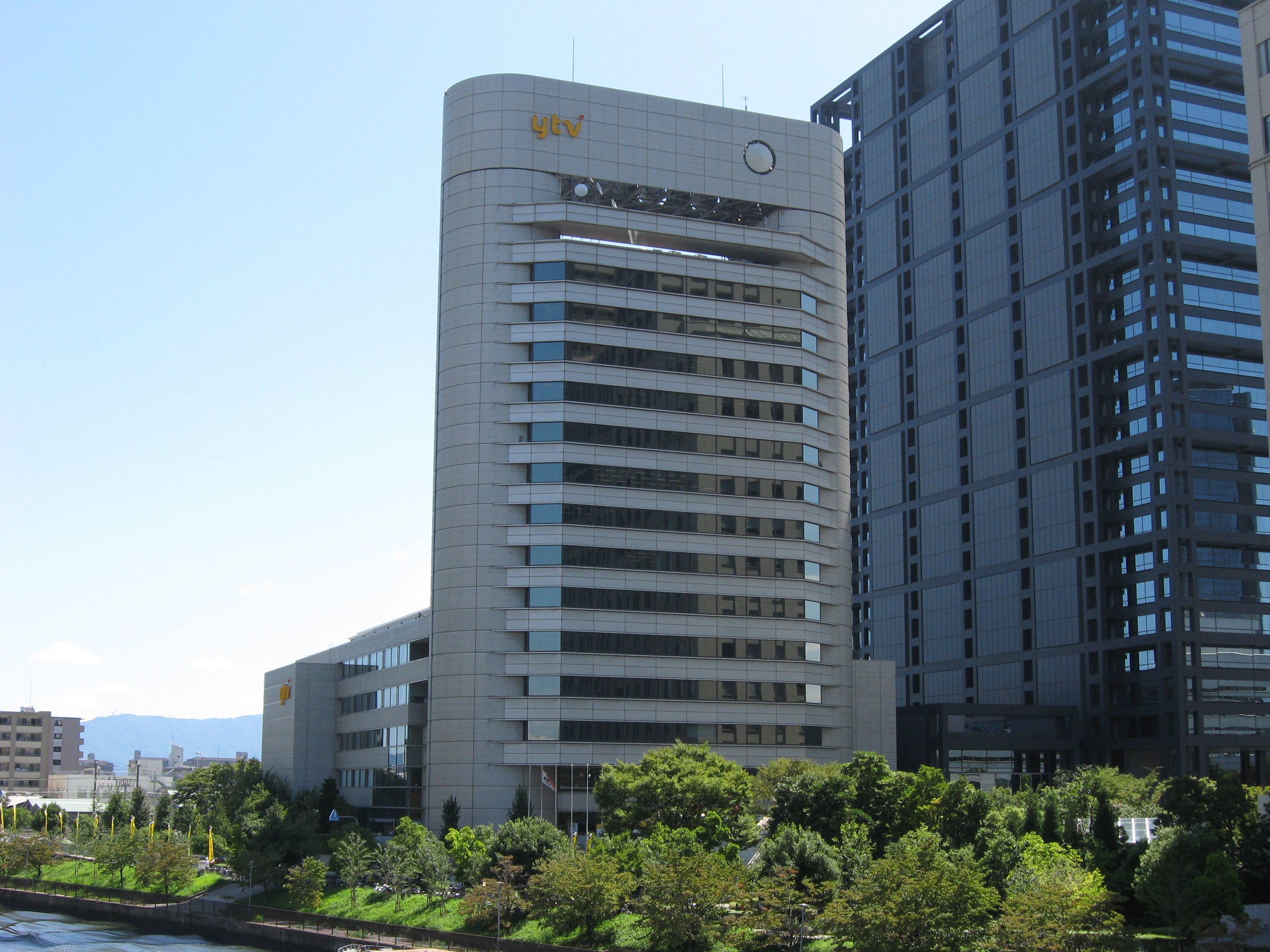